# 新設
| ウィキペディアには「新設」という見出しの百科事典記事はありません（タイトルに「新設」を含むページの一覧/「新設」で始まるページの一覧）。 代わりにウィクショナリーのページ「新設」が役に立つかもしれません。 |